# Островна лисица
Островната лисица (Urocyon littoralis) е дребна лисица, срещаща се на островите Ченъл край брега на Калифорния. Заедно със сивата лисица (Urocyon cinereoargenteus), от която произлиза, тя образува род Сиви лисици (Urocyon). През 1990-те популацията на островните лисици силно намалява, поради изтребването им от скалния орел, появил се по това време на островите.

## Общи сведения
Островната лисица е много по-дребна от сивата лисица, приблизително с размерите на домашна котка, и е най-дребната лисица след фенека. Обичайната дължина на главата и тялото е 48 – 50 cm, височината при рамото – 12 – 15 cm, а опашката е 11 – 29 cm, значително по-малко, отколкото при сивата лисица. Островните лисици тежат между 1,3 и 2,8 kg, като мъжките са по-едри от женските. Най-едрият подвид е на остров Санта Каталина, а най-дребният – на остров Санта Крус.
Островната лисица има сива козина на главата, яркочервена отстрани, бяла на корема, гърлото и долната половина на лицето и черна ивица по горната повърхност на опашката. Като цяло козината ѝ е по-тъмна и матова от тази на сивата лисица. Островната лисица сменя козината си веднъж годишно, между август и ноември. Преди първата смяна на козината малките са пухкави и обикновено по-тъмни от възрастните лисици.

## Разпространение
Островната лисица се среща само на шест от осемте острова Ченъл, като на всеки от тях живее отделен подвид, развил се независимо от другите. Подвидовете са:
- Urocyon littoralis littoralis – остров Сан Мигел,
- Urocyon littoralis santarosae – остров Санта Роса,
- Urocyon littoralis santacruzae – остров Санта Крус,
- Urocyon littoralis dickeyi – остров Сан Николас,
- Urocyon littoralis catalinae – остров Санта Каталина
- Urocyon littoralis clementae – остров Сан Клементе

Подвидовете от различните острови могат да се размножават успешно помежду си, но имат генетични и фенотипни различия, например различен брой опашни прешлени.
Островната лисица не се среща на другите два острова от архипелага (Анакапа и Санта Барбара), поради липсата на вода и достатъчно хранителни ресурси.

### Намаляване на популацията
През 1990-те популацията на островните лисици рязко намалява. На остров Сан Мигел спадът започва през 1994, като до 1999 възрастната популация намалява от 450 на 15 екземпляра. Подобен е и спадът на остров Санта Крус, където островните лисици са намалели от 2000 възрастни през 1994 на по-малко от 135 през 2000, и на остров Санта Роса, където спадът от 1994 до 2000 е от 1500 на 14 животни.
Основна причина за нарасналата смъртност е изтребването на островните лисици от скалния орел. Той се появява на островите Ченъл през 1990-те, като се предполага, че е привлечен от нарастващите популации подивял добитък (например свине). Друга причина е намаляването на популацията на местния белоглав орел, вследствие на отравяне с ДДТ през 1950-те. Смята се, че белоглавият орел би попречил на скалния орел да се заселва на островите, като в същото време самият той се храни главно с риба.

## Еволюция
Малките размери на островната лисица са адаптация към ограничените ресурси на островите. Смята се, че лисиците са достигнали северните острови преди 10 400 до 16 000 години. Първоначално те обитават трите северни острова, които вероятно са били по-леснодостъпни прз последния ледников период. По това време пониженото морско равнище обединява четирите най-северни острова, а разстоянието между тях и континента е намалено. Според някои изследователи лисиците са пренесени на южните острови от архипелага от индианците, може би като домашни любимци или ловни кучета.
Съдейки по ограничените фосилни находки и генетичните разлики спрямо сивата лисица, северните подвидове вероятно са по-стари, докато островната лисица на остров Сан Клементе се среща от преди само 3400 – 4300 години, а на остров Сан Николас се обособяват като отделна група преди около 2200 години. Възможно е подвидът на остров Санта Каталина да е най-скоро формиралият се, като според различни оценки това е станало преди 800 до 3800 години.

## Начин на живот и хранене
Предпочитаното място за живеене на островните лисици е етажна растителност с гъсти вечнозелени храсти. Въпреки това те живеят във всички биоми, включително умерена и тропическа гора, умерени ливади и храсталаци. Хранят се с плодове, насекоми, птици, яйца, ракообразни, гущери и дребни бозайници. Обикновено се движат поединично, главно през деня, като върховата им активност е сутрин и вечер. По-активни са през лятото, отклкото през зимата.
Островните лисици не се плашат от хората, тъй като в миналото са били на върха на хранителната верига на архипелага и не са имали естествени врагове. Сравнително лесно се поддават на опитомяване и дресировка.

## Размножаване
Островните лисици обикновено образуват моногамни двойки и често могат да бъдат видени заедно от януари и през размножителния период в края на февруари и началото на март. Бременността продължава 33 – 50 дни. Женската ражда в бърлогата си, обикновено едно до пет малки, средно две или три. Малките се раждат през пролетта и излизат от бърлогата в началото на лятото, като майката ги кърми 7 – 9 седмици. Половата зрялост настъпва на 10 месеца, като женските обикновено се чифтосват още първата година. Островните лисици живеят 4 – 6 години в диви условия и до 8 години затворени.